# ダイアモンド・ストーン
ダイアモンド・ストーン (Diamond Stone 1997年2月10日 - )は、アメリカ合衆国・ウィスコンシン州ミルウォーキー出身のプロバスケットボール選手。

## 来歴
ウィスコンシン州ミルウォーキーにあるドミニカン高校では4シーズンプレイ。4年時には平均24.4得点 11.7リバウンド高校通算で2000得点以上をマークし、2015年のマクドナルド・オール・アメリカンにも選ばれるなど全米級のセンターとして活躍した。
メリーランド大学では平均12.5得点 5.4リバウンドをマーク。1年間プレイのみでアーリーエントリーを表明し、2016年のNBAドラフトでニューオーリンズ・ペリカンズに40位で指名受けた後、ロサンゼルス・クリッパーズに指名権のトレードが成立。
ルーキーシーズンはDリーグで大半を過ごし、クリッパーズとしては僅かな出場に終わった。2017年の7月7日にアトランタ・ホークス、デンバー・ナゲッツ、ロサンゼルス・クリッパーズが絡んだトレードでホークスへ放出され、7月31日に解雇。9月13日、シカゴ・ブルズと2年契約を結んだ。しかし、シーズン開幕直前に解雇。解雇後に傘下のウィンディシティ・ブルズに送られた。